# Méhes György (író)
Nagy Elek, írói álnevén: Méhes György (Székelyudvarhely, 1916. május 14. – Budapest, 2007. április 10.) Kossuth-díjas erdélyi magyar író, újságíró. Írói álnevét Méhes György (1746–1809) bölcseleti doktor, református főiskolai tanár és író tiszteletére vette föl.

## Életpályája
1917-ben a család Kolozsvárra költözött, az ottani református gimnáziumban érettségizett. Érettségi után a Ferdinánd Tudományegyetemen tanult jogot, de érdeklődése a színház felé fordult. 1938-ban a Nemzeti Színház ösztöndíjából több hónapot Budapesten töltött. Ezután újságoknál dolgozott, először színkritikái, majd politikai írásai jelentek meg a Pásztortűzben és a Keleti Újságban. Írásaiban szót emelt a vad nacionalizmus ellen, a magyarok és románok békés egymás mellett élését szorgalmazta.
A második világháború után 1948 és 1950 között a Falvak Dolgozó Népe munkatársa, 1950 és 1952 között a Művelődési Útmutató szerkesztője. Pártonkívülisége miatt támadások érték, emiatt meg kellett változtatnia nevét. 1952 után kivonult a hivatalos irodalmi életből, szabadúszóként írt ifjúsági regényeket és meséket. 1956-ban rövid ideig a Napsugár című gyermekújság főszerkesztő-helyettese. Első felnőtteknek szóló regényét, az Orsolya címűt, 1977-ben publikálta, ám különösebb sikert nem ért el vele. A sikert az 1982-ben megjelent Bizalmas jelentés egy fiatalemberről című életrajzi regényével érte el.
Munkássága több elismerésben részesült. 2000-ben a Magyar Köztársasági Érdemrend kiskeresztjét kapta meg; 2002-ben Kossuth-díjjal tüntették ki „jelentős próza- és drámaírói tevékenységéért, az egyetemes magyar művelődés és nemzettudat megtartóerejének kimunkálásában vállalt szerepéért, a gyermekirodalomtól a színpadi alkotásokig ívelő irodalmi munkásságáért”. 2005-ben átvehette a Bécsi Európai Akadémia díját.
2007. április 10-én, 91. életévében hunyt el Budapesten.

## Családja
Fia, Nagy Elek sikeres vállalkozó, Magyarország egyik leggazdagabb embere a budapesti, majd 2024-től az országos kereskedelmi és iparkamara elnöke.

## Művei

### Gyermek- és ifjúsági írásai

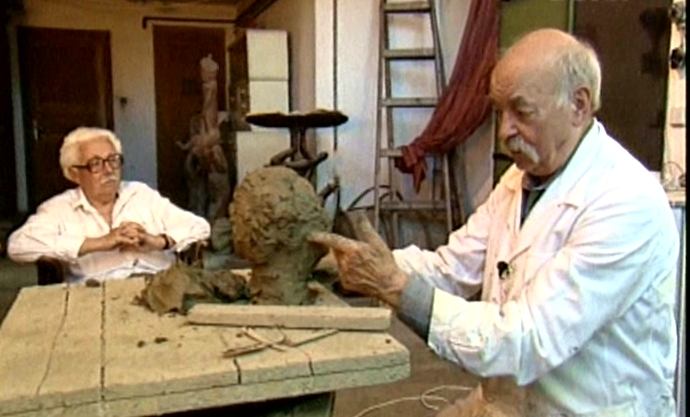
Benczédi Sándorral (Kabán József felvétele)

- Gyöngyharmat Palkó és más mesék (1954)
- Szikra Ferkó (regény, 1956)
- Gyémántacél (kalandos regény, 1956)
- Virágvarázsló (mesék, 1957)
- Világhíres Miklós (1958)
- Veronka (elbeszélések, 1959)
- Három fiú meg egy lány (regény, 1960)
- Az a bizonyos Vitalit ügy (regény, 1961)
- Utazás Nárittyenbe (vidám mesék, 1962)
- Győzelmes Gábriel (meseregény, 1967)
- A kígyó színű toll (mesék, karcolatok, 1969)[3] (egyes forrásokban: A kígyószemű toll, 1968)[4]
- Ártatlanok bandája (csodálatos történet, 1974)
- A tizenkét éves felnőtt (ifjúsági regény, 1979)
- Egy tucat léggömb (mesék, karcolatok, 1983)
- Murok Matyi kalandjai (mesék, elbeszélések, 1985)
- Hét kedvenc unoka (regény, 1989)

#### Micsoda társaság-regénysorozat
- Micsoda társaság (1966)
- Tatárok a tengeren (1971)
- Leleplezem a családomat (1972)
- Kilenc vesszőparipa (1976)
- Öcsi naplója (2016)

### Regényei
- Verőfény (regény, 1952)
- Kárpátok kincse (regény, 1955)
- Kékruhások (regény, 1962)
- Orsolya (1977)
- Bizalmas jelentés egy fiatalemberről (önéletrajzi regény, 1982)
- Mindenkinek nehezebb, mint másnak (két kisregény, 1986)
- Kolozsvári milliomosok (1997)
- Szép szerelmek krónikája  (Erdélyi Hiradó–Erdélyi Szépmíves Céh, Kolozsvár, 2002)
- Bizalmas jelentés egy fiatalemberről (átdolgozott kiadás, Ulpius-ház, Budapest, 2006)
- Emmi (Ulpius-ház, Budapest, 2007)
- Gina (Ulpius-ház, Budapest, 2009)
- Egyetlenem – Medalionok Erzsébetről (Ulpius-ház, Budapest, 2009, ISBN 978-963-254-315-4)

### Színpadi munkái
- Négy vidám játék (Asztalos Istvánnal, Méliusz Józseffel, Sütő Andrással közösen, 1959)
- A mester és tanítvány (színjáték, Marosvásárhely, 1966)
- Fele se tréfa (színjáték, Nagyvárad, 1968)
- Noé bárkája (négy színmű, a címadón kívül: Barbár komédia / 33 névtelen levél / Mi férfiak; 1969)
- A járókelő – Ha nincs kilincs (két színjáték, 1970)
- Mozaik (színjáték, 1970)
- A zsebrevágott osztály (gyermekszíndarabok, Csíkszereda, 1970)
- Heten, mint a gonoszok (színjáték, Budapest, 1972)
- Duplakanyar (színművek: a címadón kívül: A nagyenyedi két fűzfa / A peleskei nótárius / Heten, mint a gonoszok; 1976)
- Felebarátaink (színpadi riport öt képben, 1977)
- Szép piros alma (vígjáték egy felvonásban, 1977)
- Istentelen Ábrahám (vígjáték egy felvonásban, 1979)
- Az nem igaz, hogy ez igaz (négy színjáték, a címadón kívül: Drága gyermekeim / Egy roppant kényes ügy / Kir Januli; 1984)
- Jerikó (Színház, Budapest, 1983)